# Hilborough
Hilborough is een civil parish in het bestuurlijke gebied Breckland, in het Engelse graafschap Norfolk met 243 inwoners.